# Colubrina spinosa
Colubrina spinosa är en brakvedsväxtart. Colubrina spinosa ingår i släktet Colubrina och familjen brakvedsväxter.

## Underarter
Arten delas in i följande underarter:
- C. s. mexicana
- C. s. spinosa